# Département de Ojo de Agua
Pour les articles homonymes, voir Ojo (homonymie).
Le département de Ojo de Agua est une des 27 subdivisions de la province de Santiago del Estero en Argentine. Son chef-lieu est la ville de Villa Ojo de Agua.
Le département a une superficie de 6 269 km2. Sa population s'élevait à 13 352 habitants en 2001.

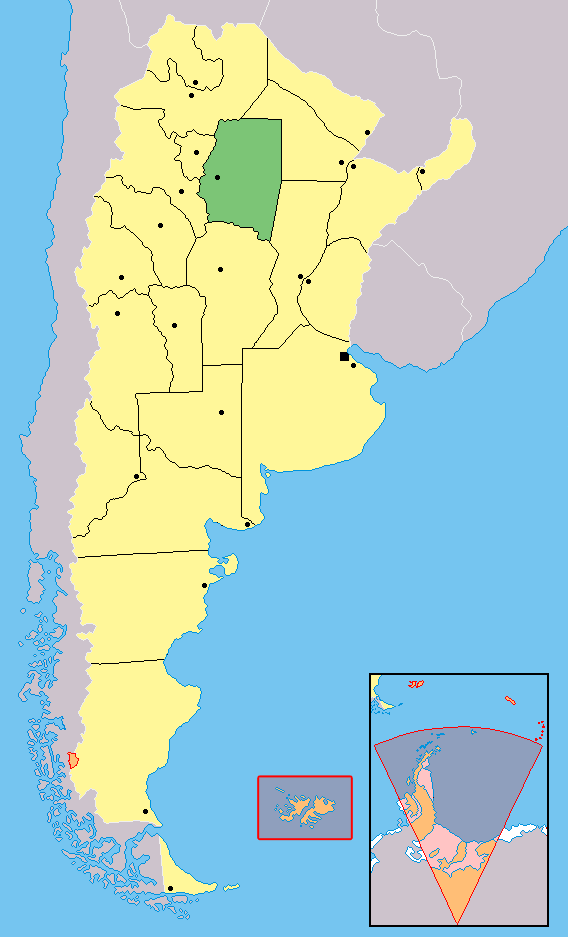
Localisation de la province de Santiago del Estero en Argentine